# Renato Balestra
Renato Balestra (Trieste, 3 maggio 1924 – Roma, 26 novembre 2022) è stato uno stilista italiano, creatore dell'omonimo marchio.

## Biografia
Nato a Trieste da una famiglia di ingegneri e architetti, in giovane età si dedica alla pittura, alla musica e alla scenografia. La sua carriera nella moda inizia quando il Centro Italiano della Moda (CMI) riceve alcuni suoi bozzetti: notato per il suo talento, viene invitato a partecipare a una sfilata e nel 1953 abbandona gli studi di ingegneria e completa il suo apprendistato nell'atelier di Jole Veneziani.
Ha avuto due figlie, Fabiana e Federica, che nel mondo della moda sono conosciute come “le sorelle dell'alta moda” e continuano a portare avanti l'attività dopo la morte del padre.
Muore a Roma la sera del 26 novembre 2022 all'età di 98 anni. Il funerale viene celebrato nella Chiesa degli artisti. Riposa nel cimitero monumentale Sant'Anna di Trieste.

### Anni Cinquanta
Nel 1954 si trasferisce a Roma e inizia a lavorare per Emilio Schuberth, Maria Antonelli e le Sorelle Fontana. La passione per il cinema lo porta a disegnare i costumi per Ava Gardner in La contessa scalza, per Gina Lollobrigida in La donna più bella del mondo, per Sophia Loren in La fortuna di essere donna, per Candice Bergen in L'ultimo avventuriero, per Shirley Jones, Micheline Presle e Giorgia Moll in L'intrigo.
Nel 1958 inizia a presentare le sue collezioni negli Stati Uniti, da Los Angeles a New York. Debutta a Hollywood con grandi attrici come Zsa Zsa Gábor, Tina Louise, Joan Bennett, Natalie Wood, Ann Miller, Arlene Dahl e Linda Christian lavorando come designer per star del cinema come Elizabeth Taylor, Claudia Cardinale, Marina Cicogna, Lydia Alfonsi, Daniela Rocca, Yvonne Furneaux, Carroll Baker, Candice Bergen e Cyd Charisse.

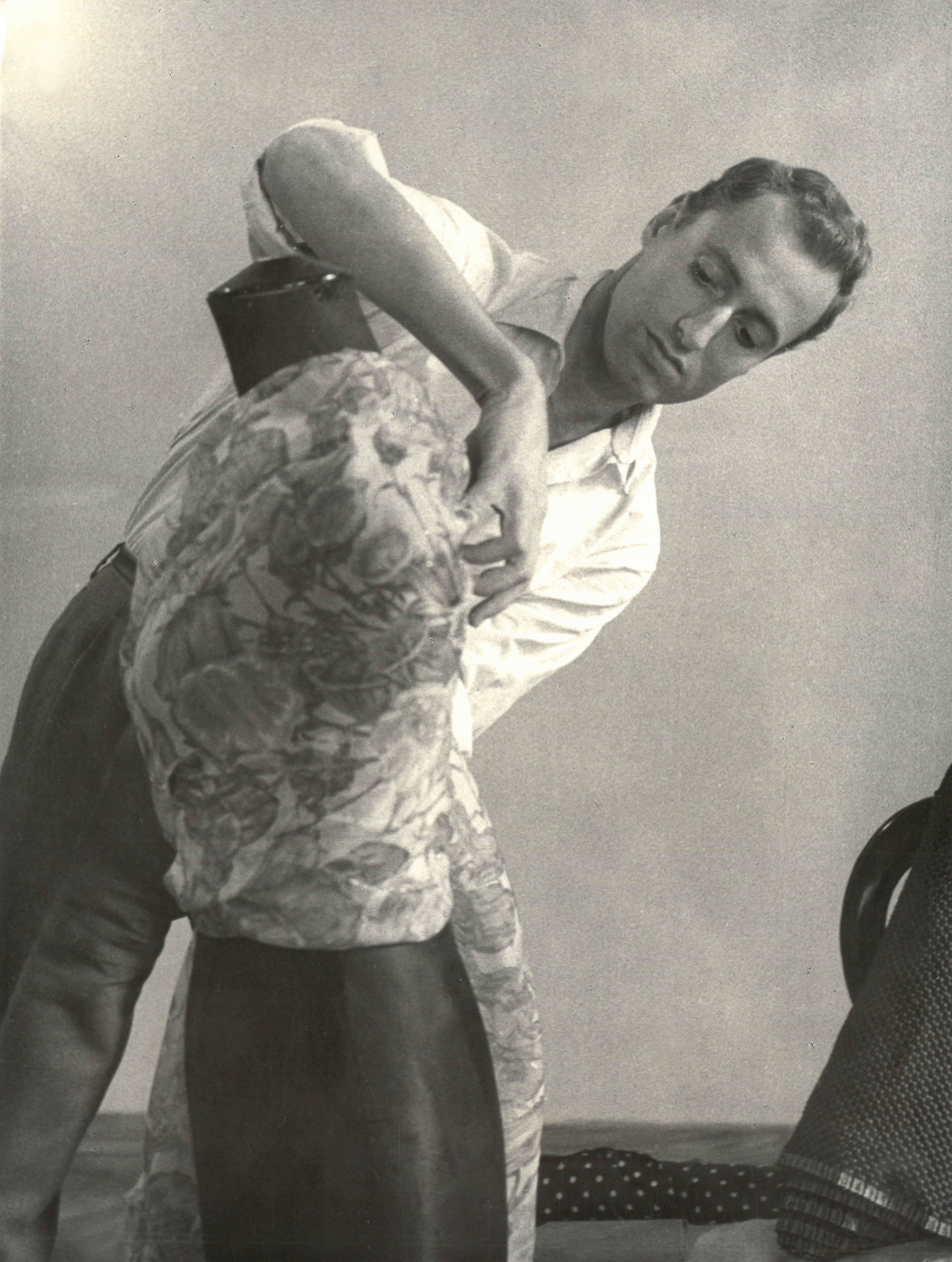

Nel 1959 apre il suo primo Atelier a Roma in via Gregoriana 36, e nel 1961 presenta la sua prima collezione di Haute Couture Primavera-Estate alla Galleria nazionale d'arte moderna e contemporanea. È in questi anni che nasce il Blu Balestra, su un abito corto in raso: un blu brillante, un colore che ancora oggi è simbolo della maison.

### Anni Sessanta
Nel 1962 Renato Balestra diventa membro della Camera nazionale della moda italiana e viene scelto dall'Istituto Italiano per il Commercio Estero (ICE) per promuovere il Made in Italy nel mondo.

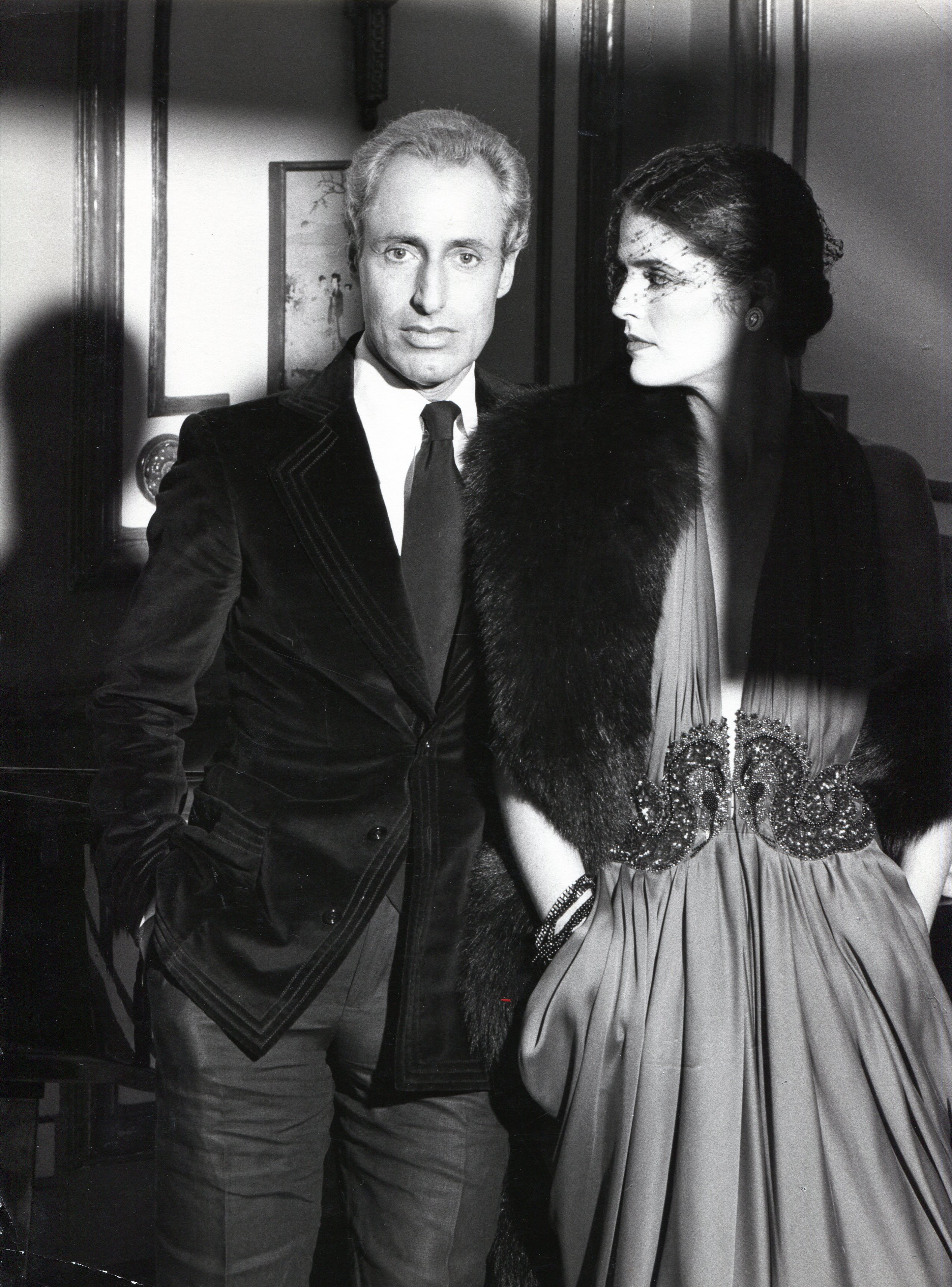

Nel gennaio del 1963 sfila nella Sala Bianca di Palazzo Pitti, proponendo una moda che si distingue per semplicità, accuratezza e spontaneità. Sviluppa questo approccio con collezioni per i negozi Isetan a Tokyo e Saks Fifth Avenue, Bergdorf Goodman, Foley's, Neiman Marcus e Lord & Taylor negli Stati Uniti.
Alla fine degli anni sessanta il marchio Renato Balestra è distribuito in oltre 70 grandi magazzini americani e sfila nelle Filippine, a Singapore, in Thailandia, Giappone, Malesia, Indonesia e in Medio ed Estremo Oriente. Ben presto veste alcune tra le donne più potenti del mondo, tra cui first lady, principesse e imperatrici.

### Anni Settanta e Ottanta
Tra i primi designer a credere nel licensing, lancia il profumo Balestra nel 1978 e nel corso degli anni esplora e sviluppa con successo varie categorie di prodotti: oltre alle fragranze anche trucco, valigie, occhiali e articoli per la casa. La sua creatività ha arricchito le collaborazioni con grandi marchi internazionali, disegnando per esempio le uniformi per il personale di Philippine Airlines (1985), per Alitalia (1986), e per i manager degli stabilimenti Agip Petroli (1988).
Nel 1988 presenta il programma Rosa & Chic su Rai 2. Nel 1991 scrive il suo primo libro: Alla ricerca dello stile perduto, pubblicato da Rusconi.
L'interesse unico per le arti – tra cui il teatro – lo spinge a disegnare i costumi per Così è (se vi pare) diretto da Franco Zeffirelli (1985), la Cenerentola di Rossini al Teatro dell’Opera di Belgrado (1988) e Il cavaliere della rosa di Strauss al Teatro Verdi di Trieste (in occasione dell'apertura della stagione lirica nel 1999).

### Dopo il 2000
Qualche anno dopo torna a disegnare i costumi del musical Cinderella, prodotto da Broadway-Asia Entertainment, che tocca le maggiori città asiatiche e arriva fino in America in un tour mondiale tra il 2009 e il 2011.
Nel 2019, oltre ai costumi, disegna la scenografia per Il lago dei cigni di Čajkovskij per il Teatro dell’Opera di Belgrado.

## Riconoscimenti
Nel corso della sua carriera, Renato Balestra ha ricevuto molti riconoscimenti per il suo lavoro. A Pechino viene insignito del titolo di Professore Onorario della Beijing Fashion Academy. Nel 2015, a Londra, viene premiato dall'Asian Couture Federation (ACF) con il titolo di International Couturier Extraordinaire e viene invitato a diventare membro della Federazione.

## Progetti speciali
Nel 2013 lancia con AltaRoma un progetto per le nuove generazioni di designer: Be Blu Be Balestra, un concorso per giovani talenti che reinterpretano l'iconico Blu Balestra sotto la sua guida.
Nel 2018 AltaRoma gli rende omaggio con un evento: oltre 100 dei suoi abiti sfilano a Cinecittà, davanti a un pubblico di 2 500 persone.

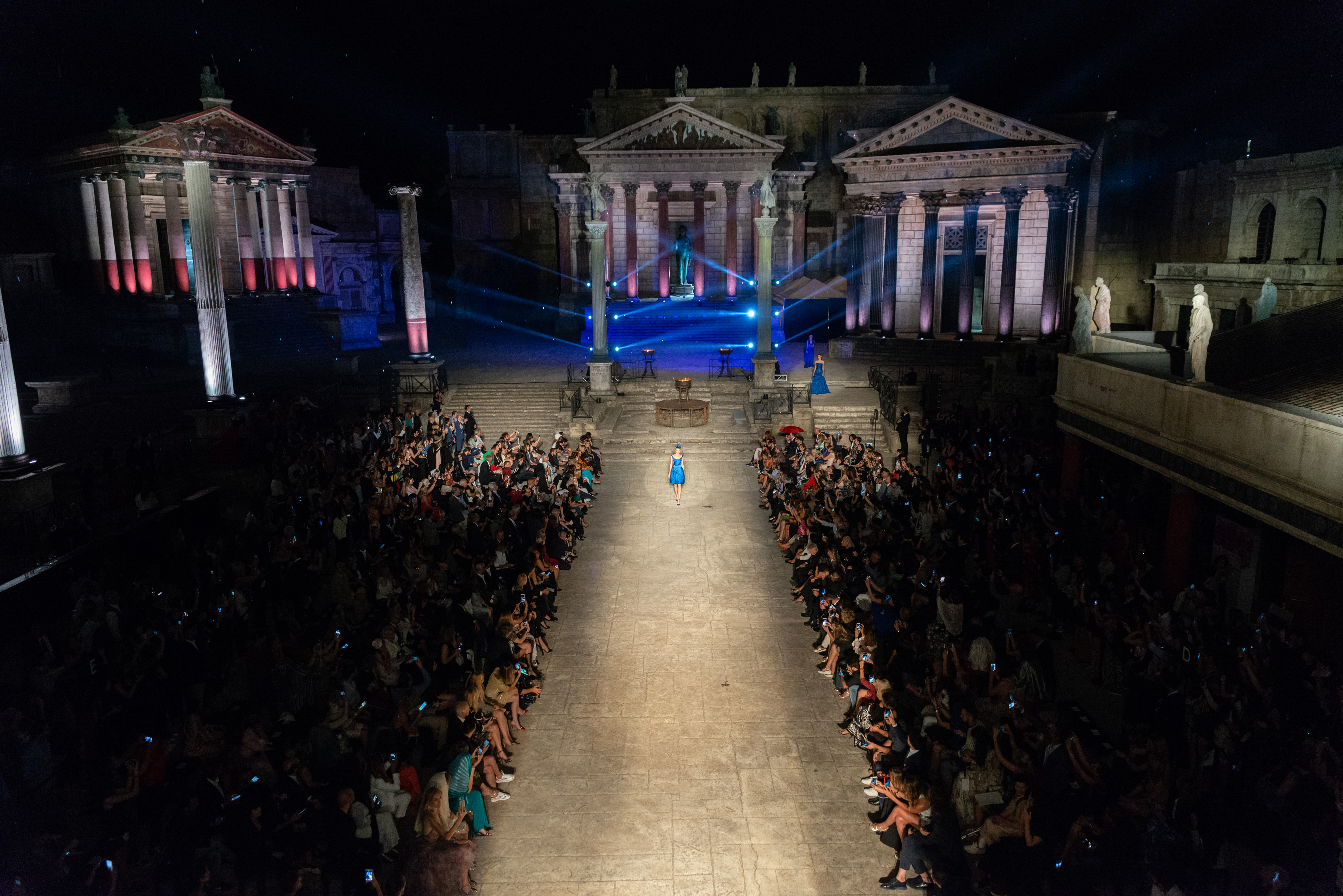

## Archivio
L'archivio di Renato Balestra è stato dichiarato dal Ministero per i beni e le attività culturali "di interesse storico particolarmente importante" nel 2019. Comprende documentazione prodotta dalla metà degli anni cinquanta fino ai giorni nostri, ed è composto da oltre 40 000 bozzetti e disegni, abiti e lavorazioni sartoriali, rassegna stampa e fotografie.